# Jacques Payet
Jacques Payet (Réunion, 24. kolovoza 1957.), francuski prevoditelj i majstor borilačkih vještina. Nositelj je 8. Dana u aikidu.
Bio je uchi-deshi Goze Shiode. Osnivač je i glavni instruktor Mugenjuku dojo-a i programa Mugenjuku Kenshusei u Kyotu. Također, začetnik je poznatog tečaja Senshusei, prevoditelj nekoliko važnih djela iz aikida i gost instruktor tražen širom svijeta.

## Djela

### Prevoditelj
- Shioda, G. Aikido Shugyo: Harmony in Confrontation (2002)
- Shioda, G. Aikido Jinsei: My Life in Aikido (2011)
- Shioda, G. Aikido: My Spiritual Journey (2013)

### Autor
- Payet, J. Uchideshi: Walking with the Master - Learning What Cannot Be Taught (2020)

## Vanjske povezice
"Life is Aikido; Aikido is life" – Jasques Payet, Founder & Master of Mugenjuku Aikido School, Kyoto  Arhivirana inačica izvorne stranice od 19. veljače 2021. (Wayback Machine)